# 月牙泉

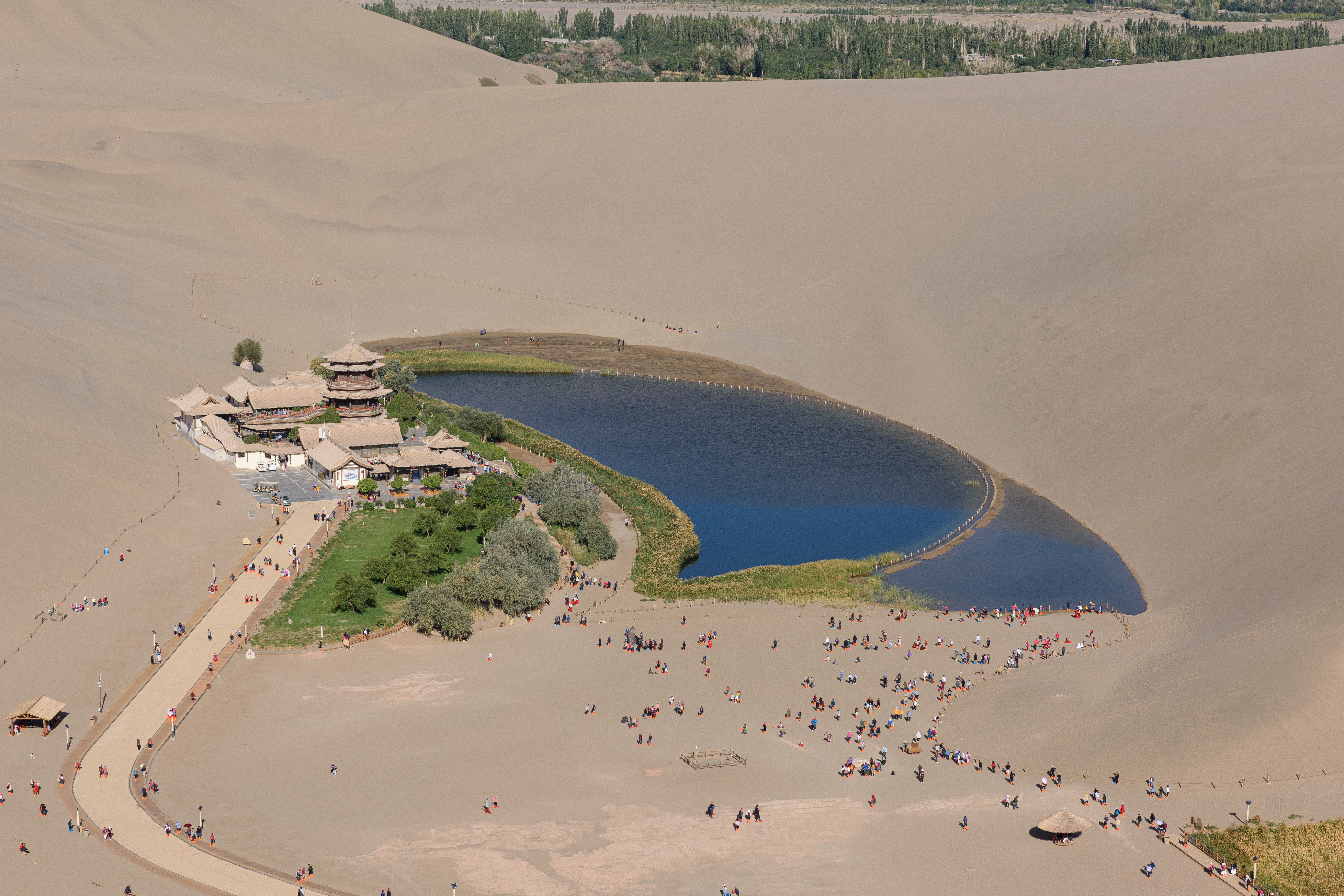
敦煌郊外にある月牙泉。背後は鳴沙山

月牙泉（げつがせん、中国語: 月牙泉、英語: Crescent Lake）は中国甘粛省敦煌郊外の南5kmにある砂漠中のオアシスで（北緯40度5分12秒 東経94度40分10秒 / 北緯40.08667度 東経94.66944度座標: 北緯40度5分12秒 東経94度40分10秒 / 北緯40.08667度 東経94.66944度）、年月を経て三日月型の池に加工されて、背後の鳴沙山とともに有名な観光地となっている。
月牙泉という名称は清朝時代に使われ出した。「月牙」は中国語で「三日月」という意味である。
1000年以上にわたり砂に埋もれることなく景観を変えずにいたが、20世紀後半に入り急速な周辺の環境悪化により水位の低下が激しくなり、水域も縮小し始めた。このため、敦煌市などによる月牙泉応急保全プロジェクトが取り組まれている。 
1960年の月牙泉調査では、水深平均4～5メートル（最深部は7.5メートル）であったのが、その後40年にわたり深さは減り続け、1990年代初期には広さ5,500平方メートル、水深平均0.9メートル（最深部1.3メートル）となった。2006年には中央政府の援助で池を広げ、深さも増した。
月牙泉と背後の鳴沙山は有数の観光地（中華人民共和国国家級風景名勝区、中国の観光地等級最高のAAAAA）で、ラクダに乗ってあるいは全地形対応車で付近をまわる観光活動も頻繁に行われている。
2015年に敦煌ヤルダン国家地質公園・鳴沙山と共に「敦煌世界ジオパーク」に指定される。